# 2011年屏東縣第十五選舉區議員缺額補選
屏東縣第十五選舉區議員缺額補選，為中華民國屏東縣議會第十五選區（牡丹鄉及恆春鎮、車城鄉、滿州鄉之山地原住民）原任屏東縣議員，中國國民黨籍的林傑西因涉嫌賄選一事，被臺灣高等法院判決當選無效定讞後所進行的選舉，於2011年10月8日舉行，由無黨籍的許天賜當選。

## 選舉結果

#### 屏東縣第十五選舉區（牡丹鄉及恆春鎮、車城鄉、滿州鄉之山地原住民）
- 應選出名額：1席
- 選舉人數：4,424
- 投票數（投票率）：2,648（59.86%）
- 有效票（比率）：2,628（99.24%），無效票（比率）：20（0.76%）

| 號次 | 候選人 | 性別 | 政黨   | 得票數 | 得票率 | 當選標記 |
| ---- | ------ | ---- | ------ | ------ | ------ | -------- |
| 1    | 董貴妹 | 女   | 無黨籍 | 970    | 36.91% |          |
| 2    | 許天賜 | 男   | 無黨籍 | 1,658  | 63.08% |          |

## 外部連結
- 中央選舉委員會選舉資料庫